# Nagydobsza
Nagydobsza község Baranya vármegyében, a Szigetvári járásban.

## Fekvése
A vármegye nyugati szélén helyezkedik el, az Ormánság és a Zselic találkozásánál, az Alvidéken. A legközelebbi városok Szigetvár és Barcs, előbbitől 11, utóbbitól 19 kilométerre fekszik.
A szomszédos települések: északkelet felől Merenye, kelet felől Nemeske, dél felől Pettend, nyugat felől Kisdobsza, északnyugat felől pedig a már Somogy vármegyéhez tartozó Kálmáncsa.

### Megközelítése
A 6-os főút áthalad a községen, így azon könnyen megközelíthető az ország távolabbi részei felől is.
A hazai vasútvonalak közül a települést a Murakeresztúr–Szentlőrinc-vasútvonal érinti, de a vasútnak itt nincs megállási pontja; a legközelebbi vasúti csatlakozási lehetőséget Kisdobsza megállóhely kínálja, a belterület déli szélétől mintegy 800 méterre délnyugatra.

## Nevének eredete
Első írásos említését vizsgálva, egyes kutatók cseh eredetűnek vélik (a cseh dub (tölgy) szóra utalva, mivel 1100 körül csehek telepedtek le az akkoriban tölgyesekkel borított vidékre), míg más vélemények szerint az ütőhangszerre utaló Dobsa személynévből ered.

## Története
A település neve  először 1277-ben fordul elő írásos forrásban Dubza alakban, ekkor királynéi birtok volt. 
Az 1330-as években már volt plébánia a településen, 1349-ben Piast Erzsébet magyar királyné a Fejérvári Őrkanonokságnak adományozta. Ők a Szent Korona és a magyar koronázási jelvények őrzői voltak. A mohácsi csata előtt cseh husziták telepedtek le, akik kőtemplomot építettek.
Az 1500-as években a reformációt támogató Török Bálint (hadvezér) birtoka volt. Ennek, és Sztárai Mihály baranyai egyházalapító tevékenységének köszönhetően 1545-ben a husziták és a kőtemplom is reformátussá vált. A török időkből fennmaradt adólajstromok is bizonyítják a falu középkori létét. Sziget várának eleste után 1566-ban a török a környék népét Nagydobsza templomának lebontására kényszerítette. A szájhagyomány szerint az emberek élőláncot alkotva kézről kézre adták a téglákat a várig, melynek helyreállításához így raboltak építőanyagot a megszállók.
1807-től a piaristák birtoka volt egészen 1945-ig.
Az 1950-es megyerendezéssel az addig Somogy vármegyéhez tartozó települést a Szigetvári járás részeként Baranyához csatolták.
1978. december 31-én egyesítették Kisdobszával Dobsza néven, 1992. január 1-jétől újra önálló.

## Közélete

### Polgármesterei
- 1992–1994: ifj. Büki István (független)
- 1994–1998: Dr. Reisz Viktor (független)[4]
- 1998–2002: Kovács János (független)[5]
- 2002–2006: Kovács János (független)[6]
- 2006–2010: Kovács János (független)[7]
- 2010–2014: Kovács János (független)[8]
- 2014–2019: Kovács János (független)[9]
- 2019–2024: Kovács János (független)[10]
- 2024– : Jasák Helga (független)[1]

A 2024-es önkormányzati választás érdekessége volt a településen, hogy tízen jelöltették magukat a polgármesteri posztra, ami – ha az összes jelölt elnyerte volna a nyilvántartásba vételt – abban az évben országos rekord lehetett volna (Győrrel holtversenyben). Bár egy jelölt nyilvántartásba vételét elutasították, a választáson indulók az évi rekordszámát kilenc aspiránssal is elérte a település (Szigetszentmiklóssal és a nyírségi Sényővel holtversenyben), mert Győrben végül is csak nyolc jelölt neve kerülhetett a szavazólapokra.

## Népesség
A település népességének változása:
| Lakosok száma | 643  | 636  | 621  | 601  | 569  | 510  | 519  | 525  |
|               | 2013 | 2014 | 2015 | 2019 | 2021 | 2022 | 2023 | 2024 |

A 2011-es népszámlálás során a lakosok 86,7%-a magyarnak, 18,3% cigánynak, 7,2% horvátnak, 0,5% lengyelnek, 3,8% németnek, 0,8% románnak mondta magát (12,2% nem nyilatkozott; a kettős identitások miatt a végösszeg nagyobb lehet 100%-nál). A vallási megoszlás a következő volt: római katolikus 57,8%, református 13,4%, felekezeten kívüli 8,1% (19,8% nem nyilatkozott).
2022-ben a lakosság 86,7%-a vallotta magát magyarnak, 14,1% cigánynak, 10,8% horvátnak, 1,2% németnek, 0,2% görögnek, 0,2% örménynek, 1,8% egyéb, nem hazai nemzetiségűnek (12% nem nyilatkozott; a kettős identitások miatt a végösszeg nagyobb lehet 100%-nál). Vallásuk szerint 47,6% volt római katolikus, 9,2% református, 0,6% görög katolikus, 0,4% egyéb keresztény, 2% egyéb katolikus, 12,2% felekezeten kívüli (28% nem válaszolt).

## Nevezetességei
Az építészeti, néprajzi emlékekben gazdag, talpasházáról híres település számos épülete műemléki védettség alatt áll.
- Talpasház – 1853-ban Benked István építette, talpas-vázas falszerkezetű, karós sárfalú. Zsúpfedele alatt szoba, szabadkéményes konyha és hátsó szoba nyílik az itt pitvarnak nevezett fatornácra. Az 1853-ban épült talpasház a délnyugat-dunántúli hagyományőrző, ún. faházövezet, ezen belül a református Szigetvidék tipikus épülete. Nemzedékeken át a Benked család lakta. Berendezése a 20. század eleji hagyományos lakásbelsőt szemlélteti. A ház mögött áll a talpas kisház, amely 1855-ben lakásnak épült, és 1916-ban telepítették ide. A telek végén istállós pajta látható gazdasági eszközökkel.
- Református templom – 1808-ban késő barokk stílusban épült.
- Turul-szobros világháborús emlékmű[14]

## Gazdasága
A falu határában völgyzáró gátak építésével 20 katasztrális hold területű halastórendszert létesítettek. Eredeti térfogata 130 000 köbméter, átlagos mélysége 1,1 méter.